# Bourget-en-Huile
Bourget-en-Huile è un comune francese di 152 abitanti situato nel dipartimento della Savoia della regione dell'Alvernia-Rodano-Alpi.

## Società

### Evoluzione demografica
Abitanti censiti